# Renault Avantime
Renault Avantime – samochód osobowy typu van klasy średniej produkowany przez francuską markę Renault w latach 2001 – 2003.

## Historia i opis pojazdu

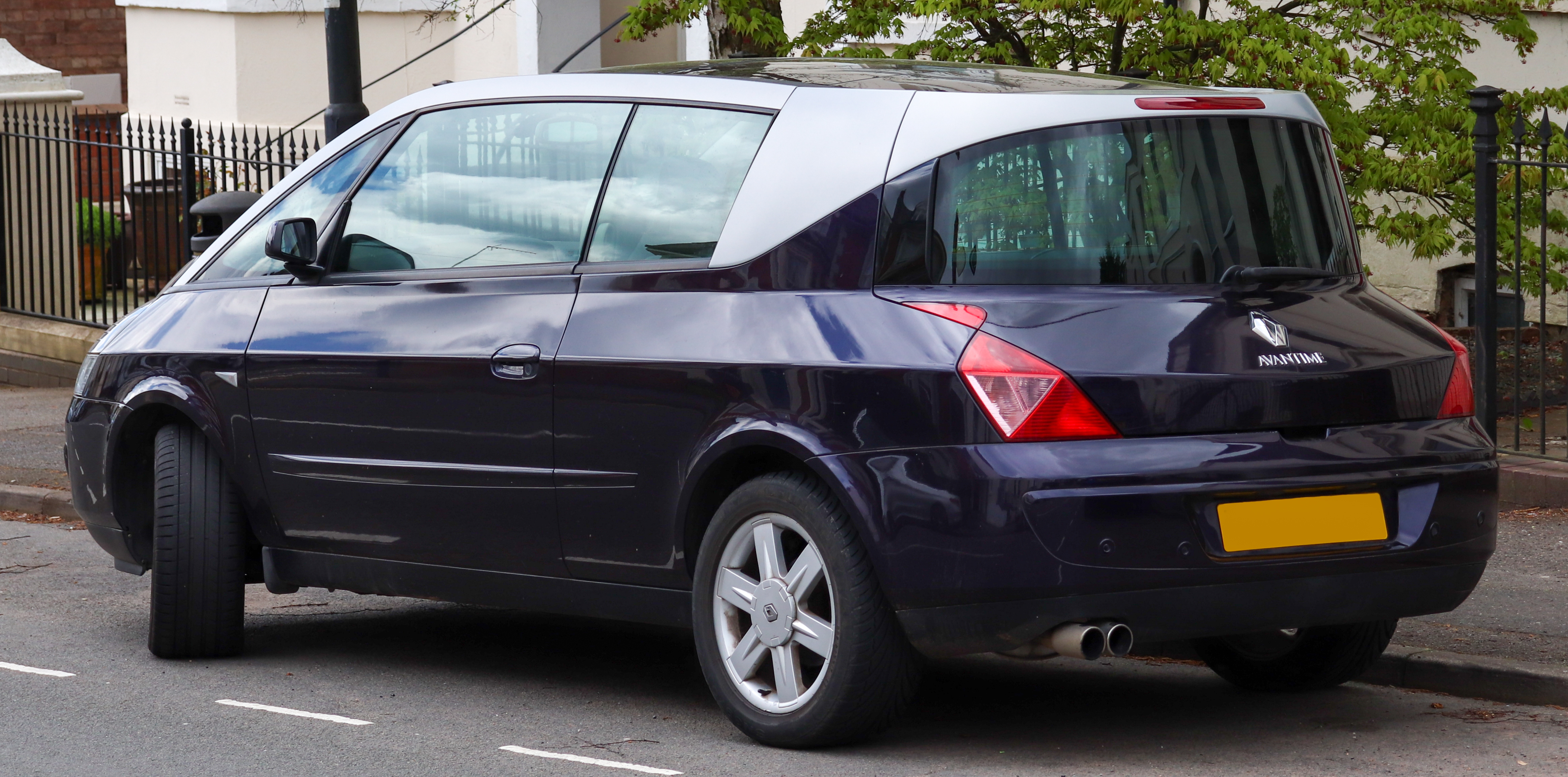
Renault Avantime - tył

W 1998 roku koncern Renault wraz z firmą Matra utworzył spółkę mającą na celu opracowanie nowego modelu mającego łączyć cechy vana oraz coupé. Premiera modelu Renault Avantime miała miejsce na Międzynarodowym Salonie Motoryzacyjnym w Genewie w marcu 1999 roku. Produkcja seryjna rozpoczęła się na początku 2001 roku w zakładach firmy Matra w Romorantin-Lanthenay. 
Konstrukcja Avantime'a została oparta na płycie podłogowej zastosowanej w Renault Espace III generacji. Do napędu wykorzystywano jeden z trzech silników: turbodoładowany R4 o oznaczeniu handlowym 2.0 Turbo, wolnossący V6 o pojemności 2,9 dm³ oraz turbodiesla 2,2 dCi. Moc przenoszona była na koła przednie poprzez 6-biegową manualną lub 5-biegową automatyczną skrzynię biegów.
Coupé Avantime to pierwszy samochód z gamy pojazdów luksusowych, która docelowo miała się składać z trzech modeli (Avantime, Vel Satis oraz następcy modelu Espace) – reprezentuje on niespotykaną dotychczas koncepcję samochodu. Model Avantime nie zastępuje żadnego z wcześniej produkowanych i oferowanych w gamie Renault aut. Wykracza poza ograniczenia i kanony, jakie przyjęły się na rynku oferując nowatorską konstrukcję, zapewniającą wyjątkową przyjemność jazdy i komfort użytkowania.
Nowoczesnej konstrukcji towarzyszy śmiały design, który wyraźnie odróżnia Avantime od propozycji konkurencji. Dwoje drzwi, linia nadwozia i zdecydowanie męski charakter wnętrza Avantime wskazują wyraźnie na cechy typowego coupé, jednak jego kształty są dalekie od form klasycznych.
Ze względu na niski popyt na ten model produkcja zakończona została w maju 2003 roku po wyprodukowaniu 8557 egzemplarzy.

### Dane techniczne
| Wersja             | Silnik:                                   | Układ zasilania:        | Śr. cylindra × skok tłoka: | St. sprężania: | Moc maks:                            | Maks. moment obrotowy      |
| ------------------ | ----------------------------------------- | ----------------------- | -------------------------- | -------------- | ------------------------------------ | -------------------------- |
| Avantime 2.0 Turbo | R4 2,0 dm³ (1998 cm³), DOHC, turbo        | wtrysk SMPFi            | 82,70 mm × 93,00 mm        | 9,5:1          | 164 KM (120,8 kW) przy 5000 obr./min | 250 N•m przy 5500 obr./min |
| Avantime V6        | V6 2,9 dm³ (2946 cm³), DOHC               | wtrysk SMPFi            | 87,00 mm × 82,60 mm        | 10,9:1         | 210 KM (154,4 kW) przy 6000 obr./min | 285 N•m przy 3750 obr./min |
| Avantime 2.2 dCi   | R4 2,2 dm³ (2188 ccm³), DOHC, turbodiesel | wtrysk typu common rail | 87,00 mm × 92,00 mm        | 17,5:1         | 150 KM (110,4 kW) przy 4000 obr./min | 320 N•m przy 1750 obr./min |

### Osiągi
| Model              | Przyspieszenie 0-100 km/h: | Prędkość maksymalna: | Średnie spalanie: |
| ------------------ | -------------------------- | -------------------- | ----------------- |
| Avantime 2.0 Turbo | 9,9 s                      | 202 km/h             | 9,2 l / 100 km    |
| Avantime V6        | 8,6 s                      | 220 km/h             | 11,3 l / 100 km   |
| Avantime 2.2 dCI   | 11,4 s                     | 195 km/h             | 7,3 l / 100 km    |